# Chambon-sur-Lac
Chambon-sur-Lac è un comune francese di 356 abitanti situato nel dipartimento del Puy-de-Dôme nella regione dell'Alvernia-Rodano-Alpi.

## Società

### Evoluzione demografica
Abitanti censiti